# Mara patagońska
Mara patagońska (Dolichotis patagonum) – gatunek gryzonia z rodziny kawiowatych.
W kłębie mierzy do 45 cm, może ważyć do 11 kg. Występuje na stepach południowej części Ameryki Południowej. Ma długie, zakończone kopytkowatymi pazurami nogi. Uszy zwierzęcia są wysokie i spiczaste. Mara porusza się inochodem – specyficznym rodzajem chodu, normalnym też u niektórych innych gatunków ssaków i spotykanym u koni, polegającym na jednoczesnym poruszaniu nóg tej samej strony ciała. Sierść zwierzęcia ma kolor brunatny. Odżywia się zielonymi częściami roślin, nasionami akacji i kaktusami. Żyje 15 lat. Ciąża trwa 3 miesiące, młode po dwóch godzinach od porodu potrafią się samodzielnie poruszać (biegać, skakać). Mary patagońskie są monogamiczne, łączą się w pary na całe życie.